# Трубний павук
Трубний павук (рос. трубный паук; англ. tubing junk basket; нім. Rohrfangspinne f) — саморобний одноразового використання металошламовловлювач, який конструктивно виконаний у вигляді труби з клинами в нижній частині, які під час виловлювання предметів загинаються в середину труби (у вигляді «апельсинової шкірки»).